# Knappschaft Kliniken Lütgendortmund
Die Knappschaft Kliniken Lütgendortmund sind ein Krankenhaus mit 291 Planbetten im Dortmunder Stadtteil Lütgendortmund. Träger sind die Knappschaft Kliniken Westfalen, die außerdem die Knappschaft Kliniken Dortmund, die Knappschaft Kliniken Lünen sowie die Knappschaft Kliniken Kamen betreibt. Alle vier Häuser gehören zum Verbund der Knappschaft Kliniken Westfalen.

## Geschichte

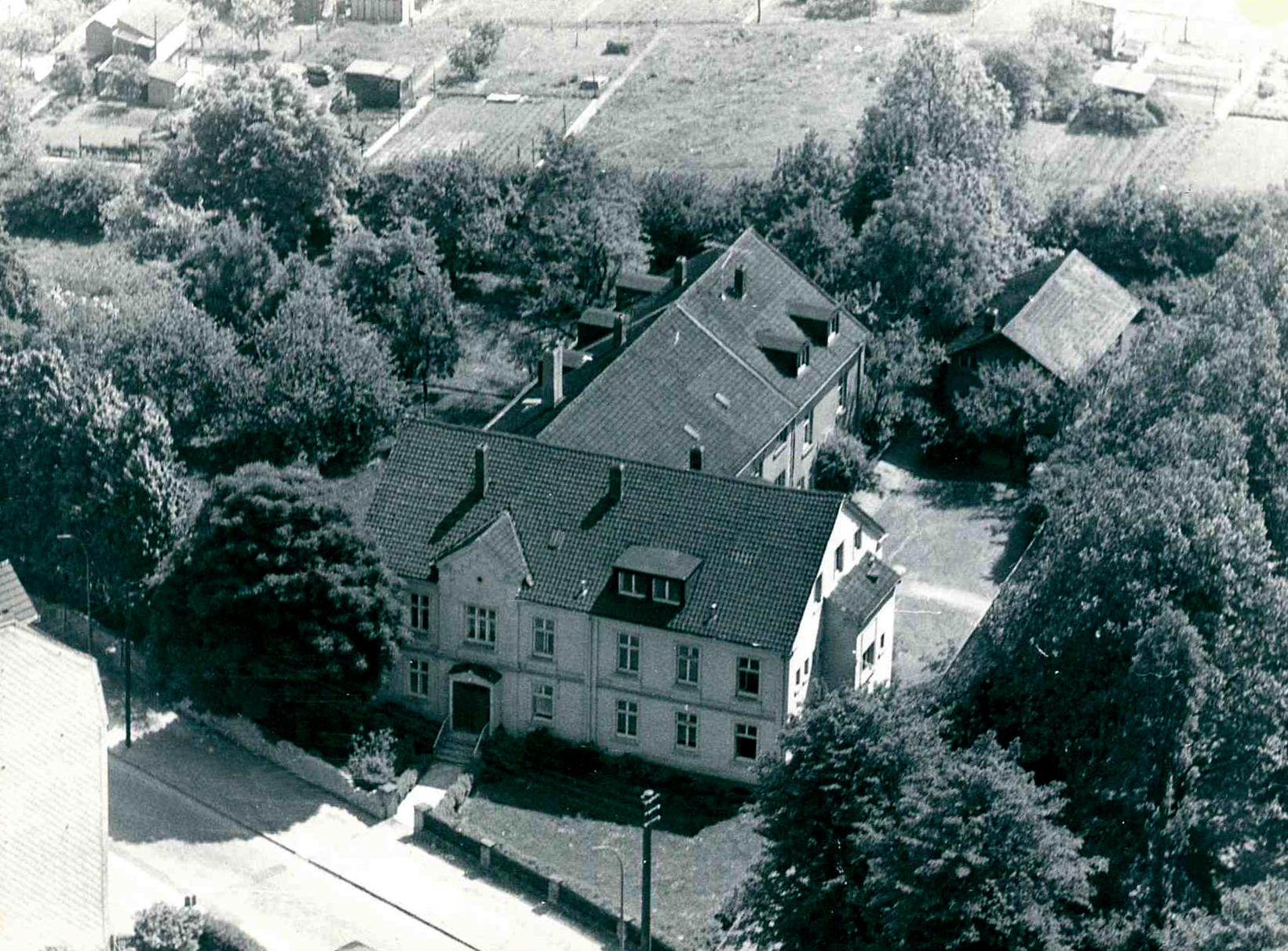
Das Ursprungsgebäude des Lütgendortmunder Krankenhauses

Das Krankenhaus wurde 1898 als Krankenhaus Lütgendortmund gegründet. Zum Eröffnungszeitpunkt hatte es 30 Betten. 1900 übernahm die evangelische Gemeinde die Trägerschaft und änderte den Namen in Evangelisches Krankenhaus Lütgendortmund.
Nach wenigen Jahren schon überstieg die Nachfrage die Möglichkeiten des Gebäudes. Im Mai 1909 wurde ein erster Erweiterungsbau fertiggestellt. Jetzt verfügte das Haus über 75 bis 80 Betten. Aus heutiger Sicht ungewöhnlich wurde die Lebensmittelversorgung geregelt. Das Krankenhaus verfügte über eigene Stallungen und hielt Schweine und Hühner. Am 18. Dezember 1930 wurde der zweite größere Erweiterungsbau eingeweiht. Zum Ende des Zweiten Weltkriegs waren Räume verwüstet und Fensterscheiben zerstört. Problem blieben auch nach Sanierungsarbeiten in den 1950er Jahren massive Bergsenkungen von bis zu 5 Metern mit immer neuen Gebäudeschäden. Ab 1960 wurde deshalb über einen Neubau an anderer Stelle nachgedacht. Neuer Standort sollte eine bis dahin städtische Fläche an der Volksgartenstraße werden.
Der Krankenhausvorstand hielt an seinen Plänen fest, ungeachtet immer neuer Verzögerungen, der Konkurrenz durch ein 2500-Betten-Haus der Universitätsklinik in Bochum und knapper Finanz- und Fördermittel. Am 14. Oktober 1970 genehmigte die Bezirksregierung die Planung eines Neubaus mit 298 Betten sowie Zentralwäscherei für mehrere Krankenhäuser und Heizungsanlage als separatem Komplex. Am 4. April 1977 wurde das neue Krankenhaus endlich seiner Bestimmung übergeben. „Ein schönes und modernes Haus steht für Patienten und Mitarbeiter zur Verfügung“, freute sich bei der Einweihung Werner Lange, damals Superintendent des Kirchenkreises Dortmund-West.
Auch in den Folgejahren wurden dem evangelischen Krankenhaus in Lütgendortmund immer wieder Anpassungen abverlangt. Mit der zunehmend schwierigeren Lage im Gesundheitswesen suchte das evangelische Krankenhaus Lütgendortmund Partner. 2012 übernahm die Evangelische Stiftung Volmarstein die Klinik. Seit 2015 gehört das Krankenhaus den Knappschaft Kliniken Westfalen an und firmiert als Knappschaft Kliniken Lütgendortmund.
Nachdem weltweit und auch in Deutschland im Dezember 2020 merkwürdige Monolithen erschienen, nutzte die Leitung der Knappschaft Kliniken Lütgendortmund das Medienecho, um mit Hilfe eines solchen Monolithen Aufmerksamkeit für die Gewinnung neuer Mitarbeiter im Pflegebereich zu schaffen. Der Monolith von Lütgendortmund wurde auf Initiative der Leitung des Krankenhauses errichtet. Nach wenigen Wochen wurde er wieder entfernt.

## Fachabteilungen

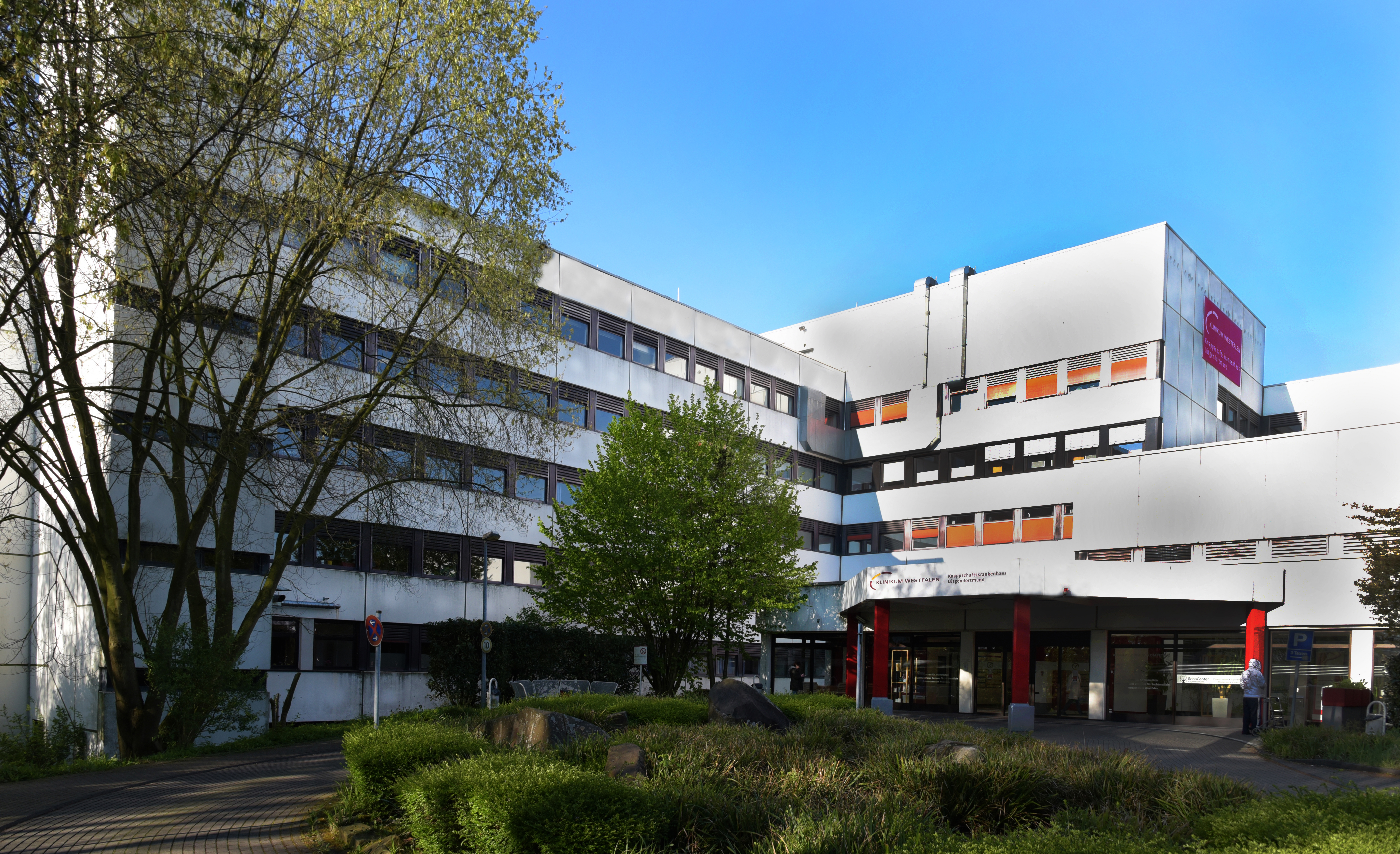
Knappschaftskrankenhaus Lütgendortmund

Das Krankenhaus unterhält folgende Fachkliniken und Fachabteilungen:
- Altersmedizin, Gastroenterologie, Diabetologie, Allg. Innere Medizin und Intensivmedizin
- Psychiatrie / Psychotherapie

## Auszeichnungen
Die Knappschaft Kliniken Lütgendortmund wurden durch die Kooperation für Transparenz und Qualität im Gesundheitswesen zertifiziert und mit dem KTQ-Siegel ausgezeichnet. Das Krankenhaus wurde außerdem durch das Netzwerk Selbsthilfefreundlichkeit und Patientenorientierung im Gesundheitswesen als „Selbsthilfefreundliches Krankenhaus“ ausgezeichnet. In Kooperation mit den Knappschaft Kliniken Kamen ist die Altersmedizin am Standort als Alterstraumatologisches Zentrum anerkannt.